# Le Ménil-Broût
Le Ménil-Broût är en kommun i departementet Orne i regionen Normandie i nordvästra Frankrike. Kommunen ligger i kantonen Le Mêle-sur-Sarthe som tillhör arrondissementet Alençon. År 2022 hade Le Ménil-Broût 176 invånare.

## Befolkningsutveckling
Antalet invånare i kommunen Le Ménil-Broût
| Referens: INSEE |